# Arduino di Melfi
Arduino (... – dopo il 1041) è stato un militare longobardo, fu topoterites, nominato dal catepano d'Italia Michele Dokeianos e signore di Melfi dal 1040.

## Biografia

### Origini
Comunemente è ritenuto milanese, poiché è definito "Servicial de St. Ambroise" da Amato di Montecassino nell'Ystoire de li Normant (p. 41), e Leone Ostiense (p. 383) ne indica l'origine "de famulis S. Ambrosii". Secondo alcune fonti era un nobile originario di Salerno.

### La campagna di Sicilia
Nel 1038 Guaimario IV, principe di Salerno, alleato dei Bizantini, appoggiò la campagna militare che Costantinopoli intraprendeva per riconquistare la Sicilia, da molto tempo in mano ai saraceni. Il contingente longobardo, affidato alla guida di Arduino, si affiancò alle truppe mercenarie normanne comandate da Guglielmo Braccio di Ferro.
La spedizione era affidata a Giorgio Maniace, che disponeva del corpo scelto dei Vareghi, mentre Stefano il Calafato guidava la flotta. Però, dopo i successi iniziali e la conquista di Messina, avvenne un grosso litigio tra Maniace e gli alleati, circa la spartizione del bottino. Amato di Montecassino racconta che Arduino si sarebbe rifiutato di consegnare al generale bizantino un bellissimo cavallo arabo e per questo fu denudato e frustato. Così le truppe ausiliare italiane (i cosiddetti konteratoi) abbandonarono la spedizione e ritornarono in patria.

### Al fianco dei normanni
Giorgio Maniace, per proseguire la guerra in Sicilia, imponeva coscrizioni e tasse agli abitanti del sud della Penisola e nel 1040 avvenne una nuova rivolta antibizantina in Puglia, che portò anche all'uccisione di diversi magistrati e dello stesso catapano, Niceforo Dokeianos.
Il nuovo catapano, Michele Dokeianos (fratello del catapano ucciso), sperava di trovare l'appoggio di Arduino e gli attribuì il titolo di topoteretes (una sorta di luogotenente) di Melfi, una roccaforte di confine nella Lucania. L'armigero Arduino - invece - nascostamente appoggiò subito l'insurrezione: probabilmente egli, considerando la favorevole situazione militare (la Puglia era quasi completamente sguarnita di truppe bizantine, impegnate in Sicilia), meditava di cogliere la vendetta nei confronti di Maniace e dei greci.
Arduino ottenne l'appoggio di Guaimario V, principe di Salerno, il quale - a sua volta - intravedeva la possibilità di liberarsi dal giogo bizantino; quindi richiese l'aiuto determinante di Rainulfo Drengot e passò al fronte dei rivali Normanni. Si recò ad Aversa per incontrare il conte Rainulfo Drengot, il quale riunì i cavalieri e i fanti, che rispondevano a dodici condottieri alleati, tra cui Guglielmo, Drogone e Umfredo d'Altavilla e anche Ugo Tutabovi; comprese le milizie agli ordini del longobardo Atenolfo di Benevento e di Argiro, che passò dalla parte degli insorti. A costoro l'armigero propose di cacciare i Bizantini dalla regione, promettendo la metà delle terre conquistate e propose Melfi come quartier generale delle operazioni militari.
Nel frattempo Michele Dokeianos, sopraggiunto, fu sconfitto in battaglia (17 marzo 1041). Sopravvissuto e raggiunto dai rinforzi, il 4 maggio impegnò i Normanni nella Battaglia di Montemaggiore, venendo nuovamente sconfitto.
Dopo la battaglia di Montemaggiore non si hanno più notizie di Arduino.